# Cleptometopus humeralis
Cleptometopus humeralis là một loài bọ cánh cứng trong họ Cerambycidae.